# Sjeverni Mindanao
Sjeverni Mindanao je jedna od 17 regija u Filipinima. Središte regije je u gradu Cagayan de Oro Cityju. Regija je poznata i kao Regija X.

## Stanovništvo
Prema podacima iz 2010. godine u regiji živi 4.297.323 stanovnika dok je prosječna gustoća naseljenosti 213 stanovnika na km². Tri glavna jezika u Sjevernom Mindanau su Manobo, Cebuano i Maranao. 

## Podjela
Regija je podjeljena na pet provincija, devet gradova, 84 općine i 2.022 barangaya. 
| Provincija/ Grad | Provincija/ Grad     | Središte            | Gradova | Općina | Barangaya | Prihodi klasifikacija (2007.)  | Površina (km²) | Stanovništvo (2010) |
| ---------------- | -------------------- | ------------------- | ------- | ------ | --------- | ------------------------------ | -------------- | ------------------- |
|                  | Bukidnon             | Malaybalay City     | 2       | 20     | 464       | 1. klasa                       | 8.293,8        | 1.299.192           |
|                  | Camiguin             | Mambajao            | 0       | 5      | 58        | 5. klasa                       | 229,80         | 83.807              |
|                  | Lanao del Norte      | Tubod               | 0       | 22     | 462       | 2. klasa                       | 2.278,6        | 607.917             |
|                  | Misamis Occidental   | Oroquieta City      | 3       | 14     | 490       | 2. klasa                       | 1.939,3        | 567.642             |
|                  | Misamis Oriental     | Cagayan de Oro City | 2       | 23     | 424       | 1. klasa                       | 3.081,1        | 813.856             |
|                  |                      |                     |         |        |           |                                |                |                     |
|                  | Cagayan de Oro City¹ | -                   | -       | -      | 80        | 1. klasa urbaniziranih gradova | 488,86         | 602.088             |
|                  | Iligan City¹         | -                   | -       | -      | 44        | 1. klasa urbaniziranih gradova | 813,37         | 322.821             |

¹ Cagayan de Oro City i Iligan City visoko urbanizirani gradovi; brojke su isključene iz Misamis Oriental i Lanao del Norte.

### Sastavni gradovi

#### Bukidnon
- Malaybalay City
- Valencia City

#### Misamis Occidental
- Oroquieta City
- Ozamiz City
- Tangub City

#### Misamis Oriental
- El Salvador City
- Gingoog City